# Штейнер, Евгений Семёнович
Евге́ний Семёнович Ште́йнер (род. 14 апреля 1955, Москва, СССР) — советский, российский и американский японист, искусствовед, культуролог, литературовед. Кандидат филологических наук (1984), доктор искусствоведения (2002), профессор.

## Биография
Родился в Москве на Арбате, в Борисоглебском переулке, д. 11 (дом А. Ф. Писемского, не сохранился). Отец: Штейнер Семён Акимович (1924, Калуга — 2005, Москва), инженер; мать: Штейнер Валентина Гавриловна (1924, Москва — 2001, там же).
Окончил отделение истории и теории искусства исторического факультета МГУ имени М. В. Ломоносова в 1981 году. В 1984 году в Институт востоковедения АН СССР защитил диссертацию на соискание учёной степени кандидата филологических наук по теме «Поэтические жанры канси и рэнга в японской литературе XV века» (специальность 10.01.06 — «Литература народов зарубежных стран Азии и Африки». Руководитель: Т. П. Григорьева). Учился в постдокторантуре Иерусалимского университета в 1991—1993 годах по специальности «история искусства». В 2002 году в Российском институте культурологии защитил диссертацию на соискание учёной степени доктора искусствоведения по теме «Авангард и построение нового человека: Искусство советской детской книги 1920 годов» (специальность 17.00.09. — Теория и история искусства).
В 1996 году жил в дзэнском монастыре Дайтокудзи в Киото. Работал в ГМИИ им. Пушкина (1975—1979), в издательстве «Искусство» (научный редактор, 1981—1990). Преподавал и занимался исследовательской работой в университетах Москвы (МГУ, РГГУ, ГУ ВШЭ), Иерусалима, Токио, Йокогамы, Нью-Йорка, Манчестера и Лондона.
В 2005—2008 годах главный научный сотрудник Института синергийной антропологии, в 2006-12 гг. ведущий (с 2011 главный) научный сотрудник Российского института культурологии. Кроме того, в 2007—2009 годах был старшим ассоциированным исследователем Института по изучению японского искусства и культуры Сэйнсбери (SISJAC, Норич-Лондон), в 2008—2010 годах членом Форума учёных Института истории искусств Курто (Лондон), с 2008 является профессором-исследователем Центра по изучению Японии при Школе востоковедения и африканистики Лондонского университета (SOAS, Лондон). С 2012 года — профессор Школы востоковедения Высшей школы экономики.
Получал почётные академические звания: The Overseas Ministries Study Center Fellow (New Haven, CT, 1994-95); Leverhulme Visiting Professor (UK, 2006-07); Wingate Scholar (UK, 2008); ACLS Fellow (USA, 2009).
Читал гостевые лекции в университетах и музеях США (Принстонский, Колумбийский, Йельский, Хантер-колледж, Помона-колледж и др), Израиля (Иерусалимском университете, Музее японского искусства в Хайфе и др.), Великобритании (СОАСе, Институте искусств Курто), Японии (Васэда, Мэйдзи Гакуин, София — все в Токио, Гайгодай — Кобэ), Германии (Гейдельбергский университет, Музей искусства Восточной Азии, Берлин, и др.).

## Научная деятельность
Член редакционного совета журнала «Impressions. The Journal of the Japanese Art Society of America».
Сфера научных интересов: японское традиционное искусство и культура, русское искусство второй половины XIX—XX веков, художественный рынок, история коллекций.
Автор около двадцати книг и более двухсот статей.
Переведённая Штейнером поэзия Ёко Кусаки легла в основу вокального цикла, созданного советским композитором Михаэлем Ройтерштейном.
Е. С. Штейнер — автор первой русскоязычной монографии о японском поэте и «дзэнской личности» Икюю Содзюне. Вышедшая в 1987 году книга, впоследствии была расширена и переиздана в 2008 году.
Участие в деятельности специализированных изданий:
- С 2011 г.: член редсовета журнала «Культура и искусство».
- С 2013 г.: член редколлегии журнала «Обсерватория культуры».
- С 2022 г.: член редсовета журнала «Impressions. The Journal of the Japanese Art Society of America»[2].

### Отзывы
Востоковеды А. Г. Фесюн и Д. А. Щербаков отмечают, что Е. С. Штейнер является «экспертом в области японского, европейского и русского искусства».

## Награды
Книга «Манга Хокусая: энциклопедия старой японской жизни в картинках» получила следующие премии:
- «Книга Года» (2017) в номинации «Искусство книги»[19];
- лауреат премии «Просветитель 2017» (в спецноминации)[20];
- премия проекта «Сноб».

Также эта книга была номинирована на премию «Мастер» (2017) Гильдии «Мастера литературного перевода» в номинации «Проза» и вошла в длинный список.